# Іліндеєвка
Ілі́ндеєвка (рос. Илиндеевка) — присілок у складі Кемеровського округу Кемеровської області, Росія.

## Населення
Населення — 9 осіб (2010; 4 у 2002).
Національний склад (станом на 2002 рік):
- чуваші — 75 %